# Berberis kartanica
Berberis kartanica är en berberisväxtart som beskrevs av Ahrendt. Berberis kartanica ingår i släktet berberisar, och familjen berberisväxter. Inga underarter finns listade i Catalogue of Life.